# Etiolacja

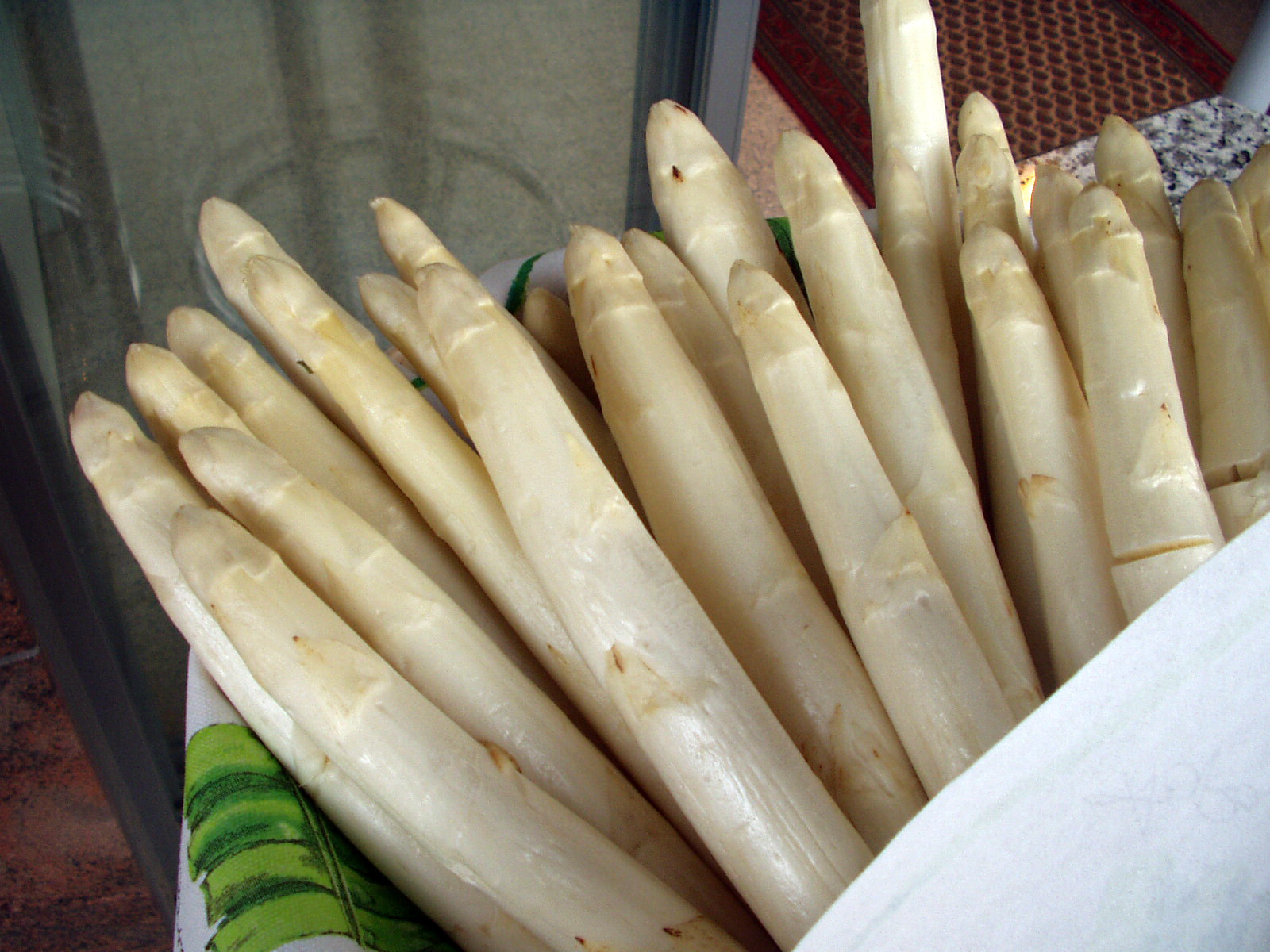
Białe szparagi

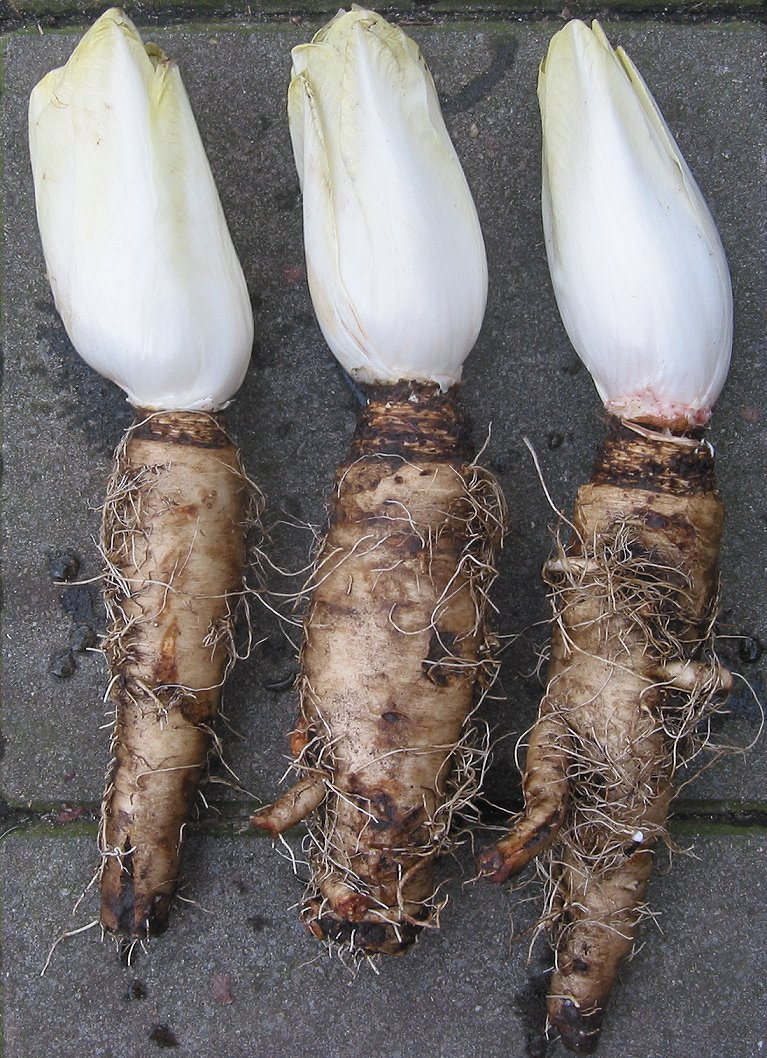
Cykoria sałatowa

Etiolacja, wypłonienie – zjawisko polegające na niewytworzeniu zielonego barwnika chlorofilu w tkankach oraz szybkim wzroście wydłużeniowym łodygi roślin rozwijających się w ciemności. Podczas wzrostu w ciemności roślina wykorzystuje materiały zapasowe. Gdy znajdzie się na świetle, zachodzi proces deetiolacji, polegający na zahamowaniu wzrostu wydłużeniowego łodygi, rozwinięciu liści, przekształceniu się etioplastów w chloroplasty i rozpoczęciu procesu fotosyntezy. Receptorem światła w procesie deetiolacji jest fitochrom, który w etiolowanych siewkach występuje w dużych ilościach. Powstający w wyniku oświetlenia fitochrom PFR występuje jako Phy A i Phy B. Forma A jest nietrwała i ulega szybkiemu rozpadowi. Rozpad fitochromu na świetle jest zjawiskiem nieodwracanym, a wyjątkowo wysokie stężenie występuje tylko u siewek.